# Harry Shum Jr.
Harry Shum, Jr. (kinesisk: 岑勇康 , født 28. april 1982) er en amerikansk danser, skuespiller, koreograf og sanger. Han er bedst kendt for sin rolle som Mike Chang i Fox tv-serie Glee. Han spillede også rollen som Magnus Bane i tv-serien Shadowhunters. Han har optrådt i dansefilm, såsom Stomp the Yard, You Got Served, Step Up 2: The Streets og Step Up 3D. Han spiller også karakteren Elliot Hoo i The Legion of Extraordinary Dancers.

## Opvækst
Shum blev født i Puerto Limón , Costa Rica den 28. april 1982. Hans mor er fra Hong Kong, og hans far er fra Guangzhou, Kina. De flyttede til Costa Rica, hvor Shum og hans to ældre søstre blev født. Da Shum var seks år gammel, flyttede familien til San Francisco, Californien.  Han siger: "Jeg føler, jeg har fået det bedst af så mange verdener. Jeg taler kinesisk og spansk. Spansk er faktisk mit første sprog, før jeg lærte kinesisk og engelsk".  I et interview sagde han, at hans tidligste motivationer til at danse var fra Ginuwine, Dru Hill, og Usher, før han blev påvirket af ikoniske dansere som Gene Kelly og Michael Jackson.
Shum dimitterede fra Arroyo Grande High School i 2000. Han startede med at danse med sit high school danseteam, og fortsatte sin karriere i San Francisco under flere forskellige studier. Han inddrager forskellige stilarter i sin dans.
Shum blev optaget på San Francisco State University, men det holdt kun tre måneder, før han besluttede at forfølge en karriere i dans og underholdning. 